# Gyurmatek
A Gyurmatek magyar televíziós gyurmafilmsorozat, amelyet a Pannónia Filmstúdió készített 1985 és 1986 között.

## Ismertető
A sorozat Gigi, Kezeslábas, Fofo, Gombóc és Professzor kalandjain keresztül – játékosan – matematikai alapfogalmakat tesz könnyebben érthetővé.

## Alkotók
- Rendezte: Varga Csaba
- Írta: Mosonyi Aliz, Votisky Zsuzsa
- Dramaturg és szerkesztő: Imrecze Zoltánné, Pálmai Kati, Votisky Zsuzsa
- Zenéjét szerezte: Másik János (2 rész), Melis László (5 rész)
- Operatőr: Baksa Balázs
- Hangmérnök: Bársony Péter
- Vágó: Czipauer János, Hap Magda
- Animáció: Papp Károly
- Műteremvezető: Herendi János
- Gyártásvezető: Magyar Gergely Levente, Tarr Erika

Készítette a Magyar Televízió megbízásából a Pannónia Filmstúdió

## Szereplők
- Gombóc, a dagadt – Vajda László
- Gigi, a hosszú – Benedek Miklós
- Fofó, a kétfejű – Gyurkovics Zsuzsa
- Kezeslábas – Fodor Tamás / Szombathy Gyula
- Professzor – Képessy József / Kristóf Tibor

## Epizódlista

### Első évad (1985)
| 1. | Ki a legszebb a világon?                                                      | 1986. december 20. |
| Három különös gyurmalény versengése kitűnő alkalmat nyújt a gyerekeknek fontos matematikai fogalmak megértésére.                                                       |                                                                               |                    |
| 2. | Miért, Miért?                                                                 | 1986. december 21. |
| Kezeslábas házat akar építeni, de nem tudja, hogy mekkorát. Gigi és Gombóc segítenek neki a mérésben – megértetve ezzel a mértékegységek szerepét, a mérés módszereit. |                                                                               |                    |
| 3. | Hová dugta?                                                                   | 1986. december 24. |
| Ez a szakasz egyelőre üres vagy erősen hiányos . Segíts te is a kibővítésében!                                                                                         |                                                                               |                    |
| | Ez a szakasz egyelőre üres vagy erősen hiányos. Segíts te is a kibővítésében! |                    |

### Második évad (1986)
|  | Ez a szakasz egyelőre üres vagy erősen hiányos. Segíts te is a kibővítésében! |

|  | Ez a szakasz egyelőre üres vagy erősen hiányos. Segíts te is a kibővítésében! |

|  | Ez a szakasz egyelőre üres vagy erősen hiányos. Segíts te is a kibővítésében! |

|  | Ez a szakasz egyelőre üres vagy erősen hiányos. Segíts te is a kibővítésében! |